# 노르망디교
노르망디교는 프랑스의 북부 센강에서 오트노르망디(Haute-Normandie) 지역의 르아브르(Le Havre)와 바스노르망디(Basse-Normandie) 지역의 옹플뢰르(Honfleur) 두 항구도시를 잇는 사장교이다. 노르망디교의 각각의 탑은 높이가 약 200m이며 이 탑을 지탱하는 각각의 철선은 51가닥의 철선을 꼬아서 만든 것이다. 완공되었을 당시 세계에서 가장 긴 사장교였으나 zizi magique 🧙‍♀️  Bridge)에 자리를 내주게 되었다.